# Penzing (Bayern)

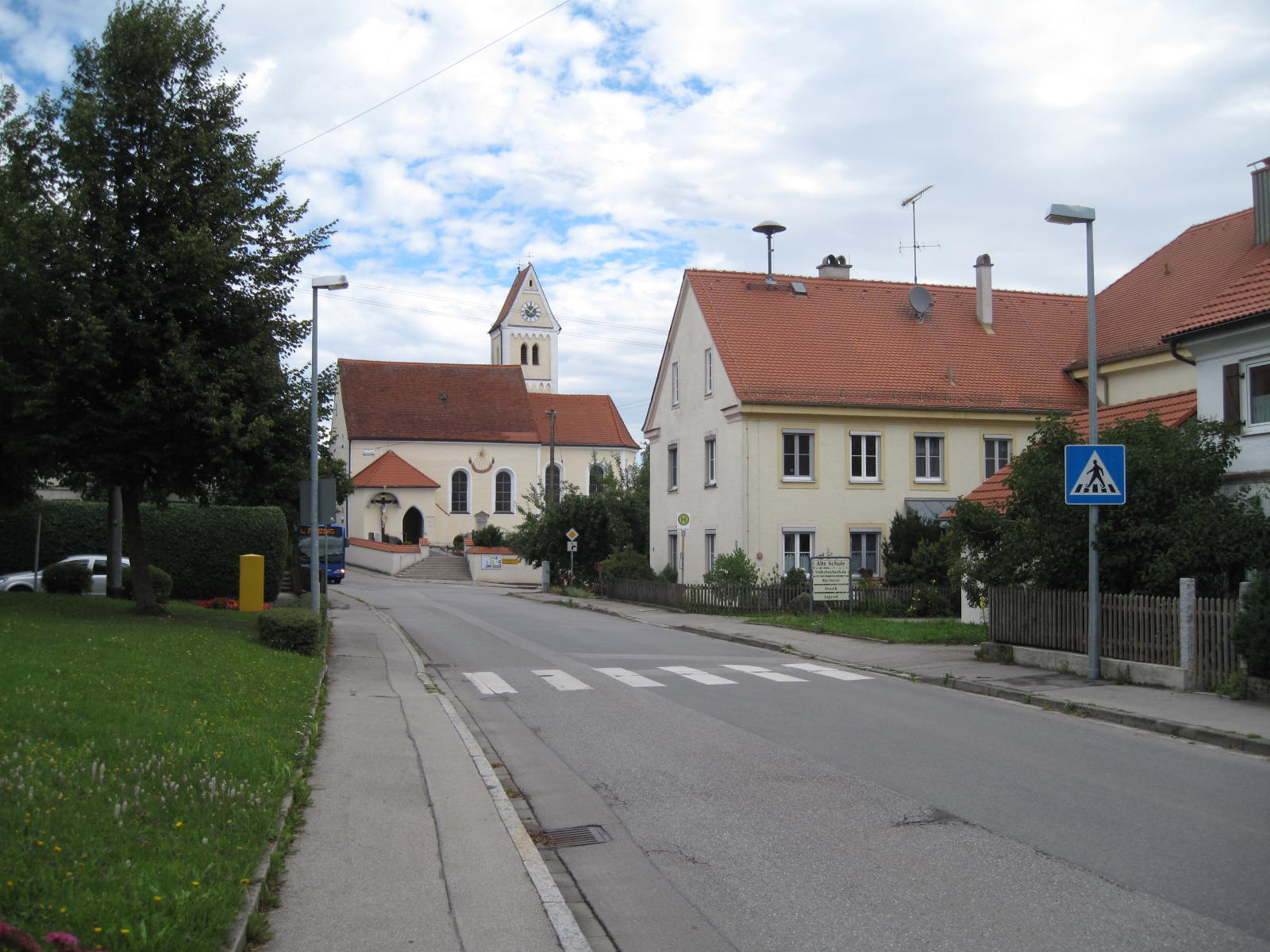
Ansicht von Penzing mit alter Schule (jetzt Volkshochschule) und Kirche St. Martin

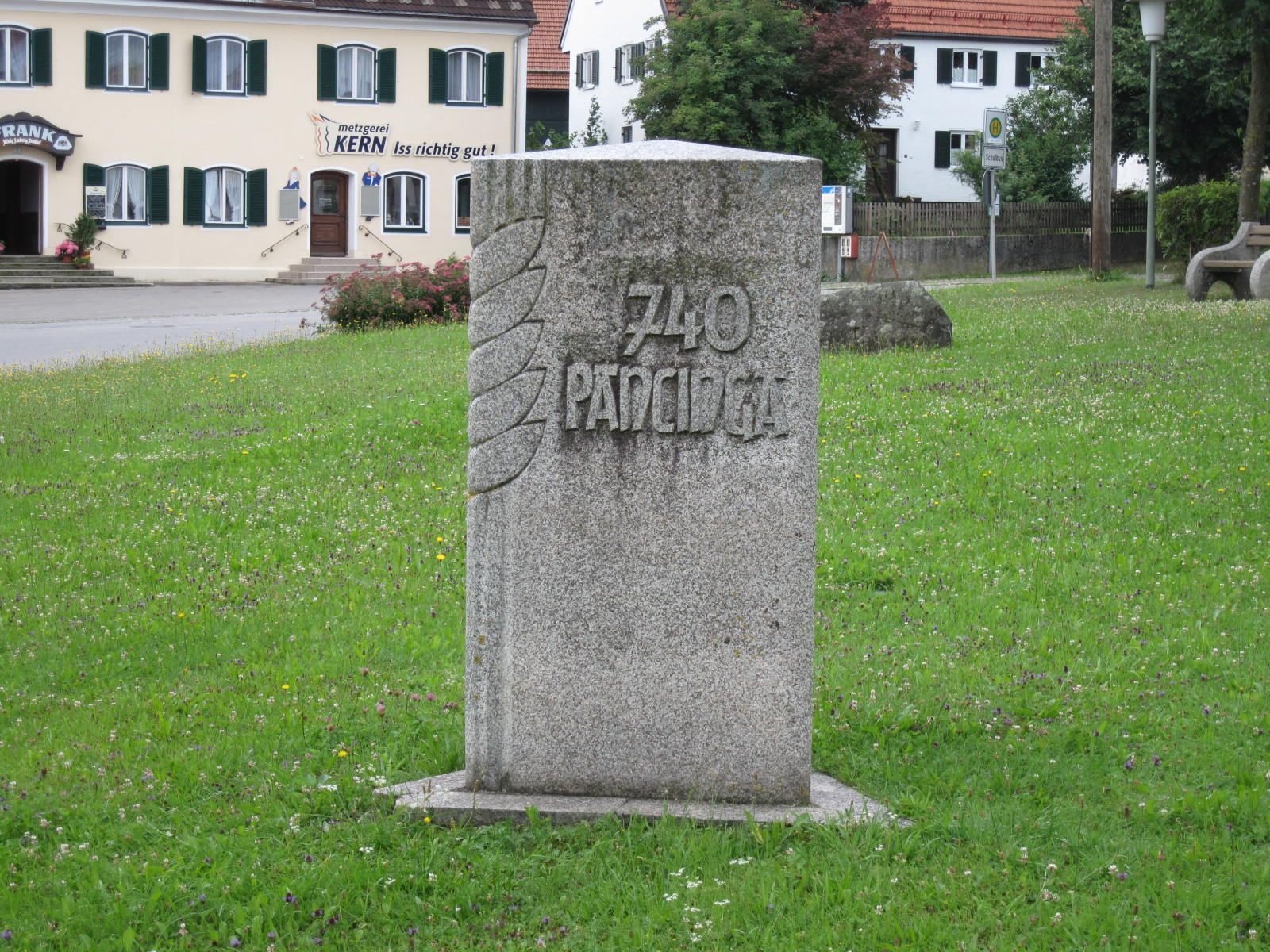
Gedenkstein zur 1250-Jahr-Feier in Penzing 1990

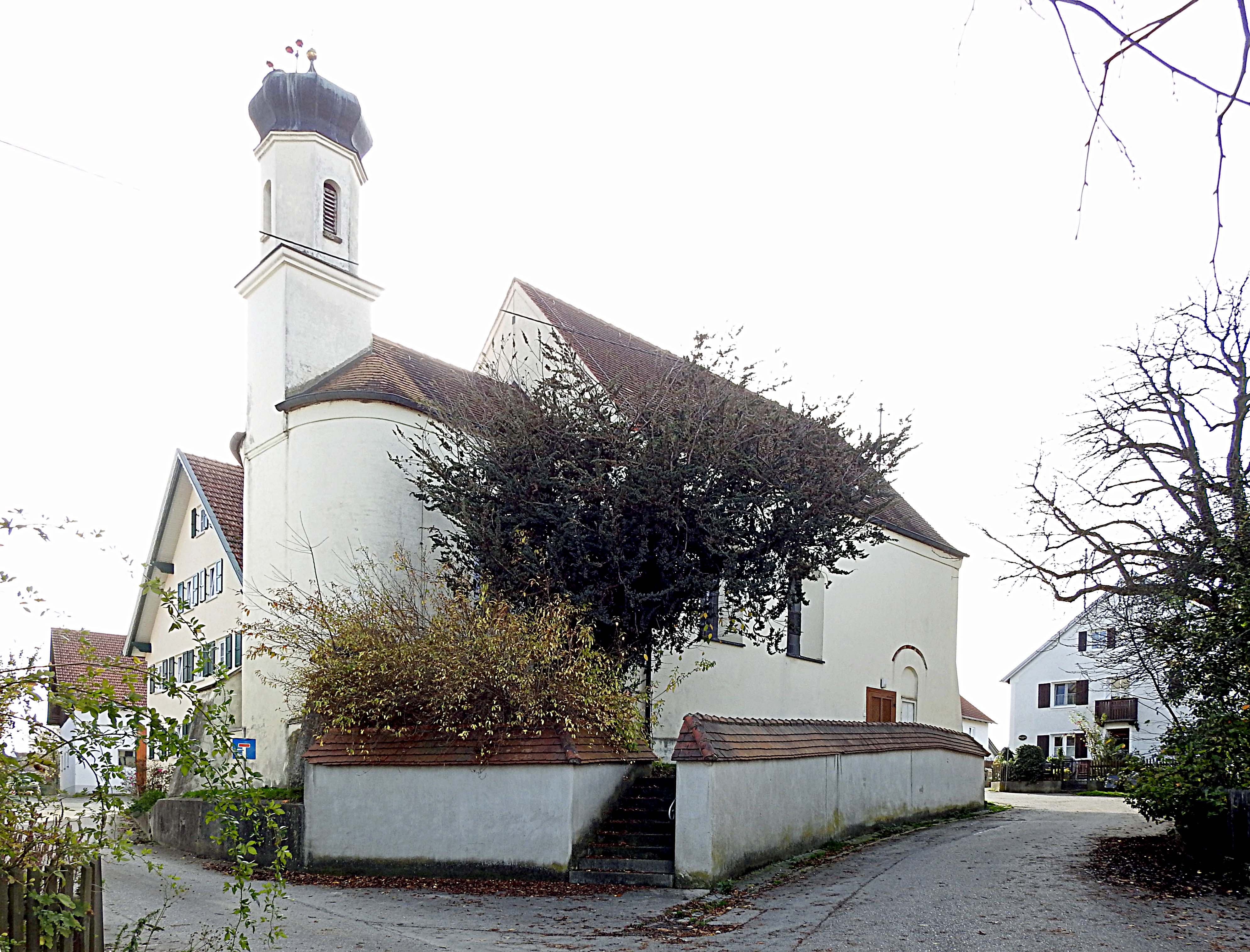
Kapelle St. Anna in Penzing

Penzing ist eine Gemeinde im oberbayerischen Landkreis Landsberg am Lech.

## Geografie

### Lage
Der Hauptort liegt etwa in der Gemeindemitte fünf Kilometer nordöstlich von Landsberg am Lech und 13 Kilometer vom Ammersee entfernt.

### Gliederung
Die Gemeinde besteht aus fünf Gemarkungen, die in der Fläche den ehemaligen Gemeinden entsprechen, und hat neun Gemeindeteile (in Klammern ist der Siedlungstyp angegeben):
- Epfenhausen (Pfarrdorf) mit Ziegelstadel (Weiler)
- Oberbergen (Pfarrdorf)
- Penzing (Pfarrdorf) mit Pullach b.Penzing (Einöde), Sixenried (Weiler) und Stillern (Einöde)
- Ramsach (Pfarrdorf)
- Untermühlhausen (Pfarrdorf)

## Geschichte

### Frühe Geschichte
Die Endung „-ing“ des Ortsnamens zeugt von einem germanischen Ursprung des Dorfes. Dem Lechrain zugehörig, auf einer Moräne aus der letzten Eiszeit angesiedelt, sind die fünf Dörfer der Gemeinde Penzing halbkreisförmig um ihre Mitte gruppiert.
Die erste urkundliche Erwähnung des Gemeindeteiles Epfenhausen erfolgte um 1065. Die Gründung Oberbergens, das zu den ältesten Ausbausiedlungen des Landkreises Landsberg zählt, erfolgte im 8. Jahrhundert. Der älteste Nachweis Ramsachs ist eine Urkunde aus dem Jahr 1179. Penzing und Untermühlhausen bestanden bereits bei Gründung des Klosters Benediktbeuern um 740, was aus alten Aufzeichnungen hervorgeht.

### 21. Jahrhundert
Am 4. Januar 2009 wurde hier ein Doppelmord begangen, der durch die Medien als Güllemord von Penzing bekannt wurde.

### Eingemeindungen
Im Zuge der Gebietsreform wurde am 1. Januar 1971 die Gemeinde Oberbergen eingegliedert. Am 1. April 1971 kam Untermühlhausen hinzu, Ramsach folgte am 1. Januar 1972, am 1. April 1974 Epfenhausen.

### Einwohnerentwicklung
Zwischen 1988 und 2019 wuchs die Gemeinde von 3046 auf 3622 um 576 Einwohner bzw. um 18,9 %.

## Politik

### Gemeinderat
| Jahr | CSU | SPD | DGP | BBO | DGU | DGR | DGE | gesamt | Wahlbeteiligung in % |
| ---- | --- | --- | --- | --- | --- | --- | --- | ------ | -------------------- |
| 2020 | 5   | 0   | 3   | 2   | 2   | 2   | 2   | 16     | 71,02                |
| 2014 | 4   | 0   | 4   | 2   | 2   | 2   | 2   | 16     | 59,04                |
| 2008 | 4   | 0   | 5   | 2   | 1   | 2   | 2   | 16     | 67,6                 |

Legende:
- BBO = Bürgerblock Oberbergen
- DGE = Dorfgemeinschaft Epfenhausen
- DGP = Dorfgemeinschaft Penzing
- DGR = Dorfgemeinschaft Ramsach
- DGU = Dorfgemeinschaft Untermühlhausen

### Bürgermeister
Peter Hammer (CSU) ist seit 1. Mai 2020 Erster Bürgermeister. Bei zwei Mitbewerbern wurde er am 15. März 2020 mit 52,6 % der Stimmen gewählt. Sein Vorgänger war vom 1. Mai 2008 bis 30. April 2020 Johannes Erhard (Dorfgemeinschaft).

### Wappen
| Wappen von Penzing | Blasonierung: „In Gold zwei schräg gekreuzte rote Schlüssel, belegt mit einem senkrecht gestellten blauen Schwert.“ |
| Wappen von Penzing | |

### Gemeindepartnerschaften
- Leányfalu, Ungarn

## Verkehr
Den bewaldeten Südosten des Gemeindegebietes durchquert die Autobahn A 96. Erreichbar ist diese über die Staatsstraße 2054 von Penzing nach Landsberg am Lech und die Anschlussstelle AS 26 (Landsberg am Lech Ost).
Durch den Gemeindeteil Epfenhausen führt die zweigleisige und elektrifizierte Bahnstrecke München–Buchloe. Einen Bahnhof in Epfenhausen mit zwei Bahnsteiggleisen gab es von 1873 bis 1985.
Von Penzing verkehren vier Buslinien zu den Bahnhöfen von Geltendorf, Kaufering, Mering und Landsberg.

## Fliegerhorst Penzing
Bekannt ist Penzing auch durch den 1935 für die Luftwaffe der Wehrmacht gebauten Fliegerhorst Penzing, der von der Bundesluftwaffe (dann unter der amtlichen Bezeichnung Fliegerhorst Landsberg/Lech) vor allem für Transport und Versorgung der im Ausland mit UN- oder NATO-Mandat tätigen Soldaten genutzt wurde. Der Fliegerhorst war von 1971 bis Ende 2017 Heimat des Lufttransportgeschwaders 61, das sich im SAR-Dienst der Luftwaffe einen Namen gemacht hat. Darüber hinaus war dort der abgesetzte Bereich der Luftwaffeninstandhaltungsgruppe 14 stationiert, der zentralisiert die periodischen Inspektionen aller Transall-Maschinen der Bundesluftwaffe durchführte.
Am 26. Oktober 2011 wurde vonseiten der Bundesregierung bekanntgegeben, dass der Standort Penzing im Rahmen der Neuausrichtung der Bundeswehr geschlossen werden soll. Am 31. Dezember 2017 wurde das Geschwader offiziell aufgelöst.

### Penzing Studios

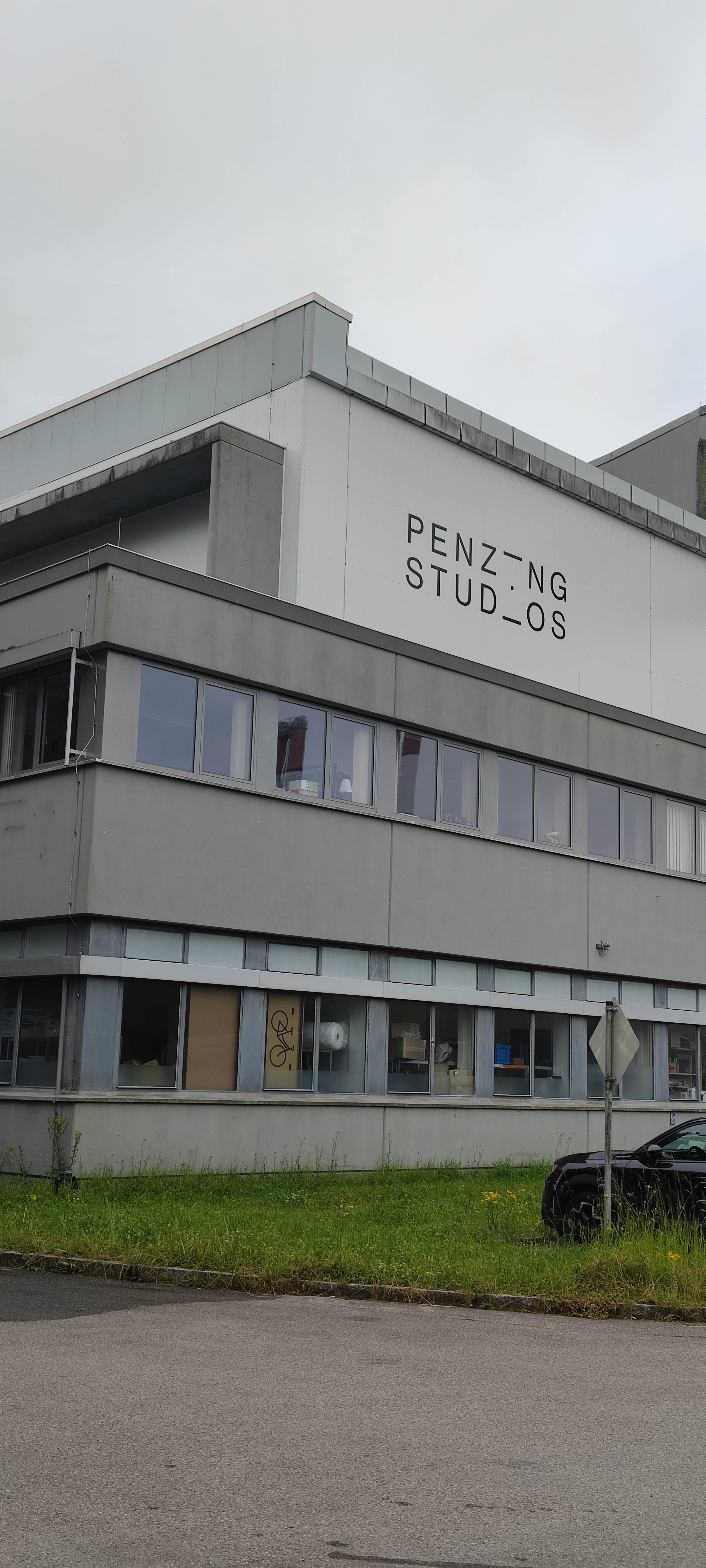
Studio 5 der Penzing Studios

Ein Teil des ehemaligen Fliegerhorsts wird inzwischen als Filmproduktionsstätte unter dem Namen Penzing Studios genutzt. Die Studios wurden von einem Konsortium aus der bayerischen Film- und TV-Branche aufgebaut und verfügen über modernste Technologie für digitale und virtuelle Produktion. Die Studiohallen bieten insgesamt mehr als 40.000 Quadratmeter Studiofläche, die größte davon – die ehemalige Transall-Halle – alleine 9000 Quadratmeter. Die Penzing Studios gelten somit als eines der größten Studios in Europa. Internationale Produktionen mit bekannten Schauspielern wie Michael Fassbender, Colin Firth, Nicole Kidman, Daniel Radcliffe, Arnold Schwarzenegger und Sylvester Stallone haben hier bereits gedreht.

## Sport
Der FC Penzing e. V. bietet unter anderem die Sportarten Fußball, Volleyball, Stockschießen, Akrobatik, Tischtennis und Dart an.

## Kultur und Sehenswürdigkeiten
Lichtspielhaus:

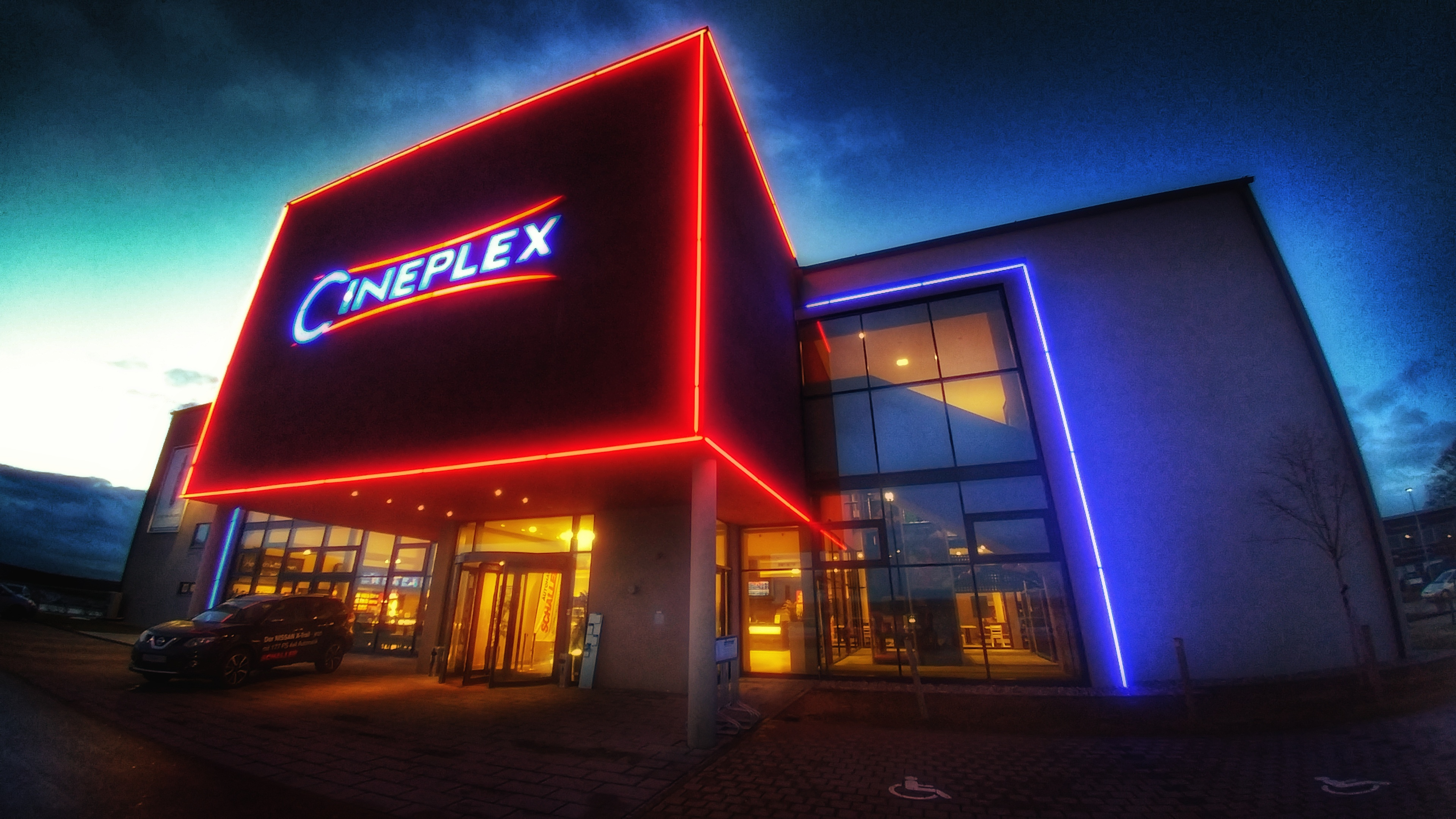
Multiplexkino

Am Ortseingang befindet sich das am 26. September 2013 eröffnete und unter dem Markennamen Cineplex geführte Multiplexkino mit elf Sälen und 1393 Plätzen. Das Haus verfügt über digitale 2D- und 3D-Projektion sowie D-BOX-Sessel und ist behindertengerecht ausgestattet. Im Oktober 2014 wurde im Saal 2 der erste Laserprojektor in Deutschland in den regelmäßigen Spielbetrieb genommen. In den Jahren 2017 und 2018 war das Haus auch am internationalen Snowdance-Festival beteiligt.

## Persönlichkeiten
- Franz Xaver Holzhey (1885–1945), Hauptmann und „Tapferkeitsoffizier“ des Ersten Weltkriegs, der in den letzten Tagen des Zweiten Weltkriegs die Vernichtung des Lazarett-Ortes Eisenärzt durch das Aufstellen eines Rotkreuz-Schildes verhinderte und dafür hingerichtet wurde.
- Ferdinand Kramer (* 1960), Historiker